# منطقة جوراخبور
جوراخبور رمزها «GR» (بالإنجليزية: Gorakhpur)‏ ، هو تقسيم إداري لدولة الهند تتبع ولاية أتر برديش (بالإنجليزية: Uttar  Pradesh)‏ ، مركزها هو مدينة جوراخبور (بالإنجليزية: Gorakhpur)‏ عدد سكانها حسب تعداد سنة 2001 هو 3,784,720 ، مساحتها 3,325 كم² وكثافة السكان 1,138 لكل كم² .